# Bosc d'Abella
El Bosc d'Abella és un bosc del Pallars Jussà situat en el terme municipal d'Abella de la Conca.
És un bosc bastant extens, des del mateix poble d'Abella de la Conca cap al nord-est, sobretot a les parts obagues del vessant septentrional de la Serra de Carrànima, a la part meridional de la vall de la Torre d'Eroles.
Està situat a l'extrem sud-est de l'espai natural Serra de Carreu. S'hi accedeix des d'Abella de la Conca mitjançant el Camí del Bosc d'Abella, o des de Bóixols a través de la Carretera del Bosc d'Abella. Totes dues pistes enllacen a dins del Bosc d'Abella. També es troben dins d'aquest bosc la Drecera, una part de la Pista i del Camí de Carrànima, un parell de Camins de Fusta, a més de l'arrencada de la Pista de la Torre.

## Etimologia
Es tracta d'un topònim plenament romànic, de caràcter purament descriptiu: és el bosc -comunal- que pertany a la vila d'Abella de la Conca.